# 한태희 (축구 선수)
한태희(韓太熙, 2004년 7월 5일 ~ )는 대한민국의 축구 선수로 포지션은 골키퍼이며 현재 K리그1 대구 FC 소속이다.